# Bandoli, Shorapur
Bandoli là một làng thuộc tehsil Shorapur, huyện Gulbarga, bang Karnataka, Ấn Độ.